# Исбранс, Исбранд
Исбранд Исбранс (нидерл. Ysbrand Ysbrans или Ysbrandsz; 1635 — 26 апреля 1705, Роттердам) — нидерландский фармацевт и государственный деятель, бургомистр Роттердама.
Сын Мэртена Исбранса (Исбрандса, Эйсбрандса; умер в 1640 г.), служившего в Голландской Ост-Индской компании и ставшего на рубеже 1620—1630-х гг. первым комендантом форта Гелдрия на берегу залива Пуликат (нынешний округ Тируваллур), центра голландских владений на Коромандельском берегу. В 1636 г. Мэртен Исбранс вместе с женой и малолетним сыном вернулся в Нидерланды, обосновавшись в Роттердаме.
Изучал медицину в Лейденском университете. В 1667—1704 гг. неоднократно избирался старшиной гильдии аптекарей Роттердама. С 1673 г. и до конца жизни состоял членом городского совета, в 1703 г. был избран бургомистром.
В 1664 г. женился на Марии Блау, внучке известного картографа Виллема Блау. Их сын Якоб Исбранс (1665—1749) изучал право и в дальнейшем занимал в Роттердаме ряд государственных должностей, пять раз избирался бургомистром, а в 1740—1747 гг. состоял в коллегии Роттердамского адмиралтейства.